# Audi A6 C7
Audi A6 C7 — автомобіль бізнес класу, що випускається німецьким автовиробником Audi AG з 2011 року.

## Опис

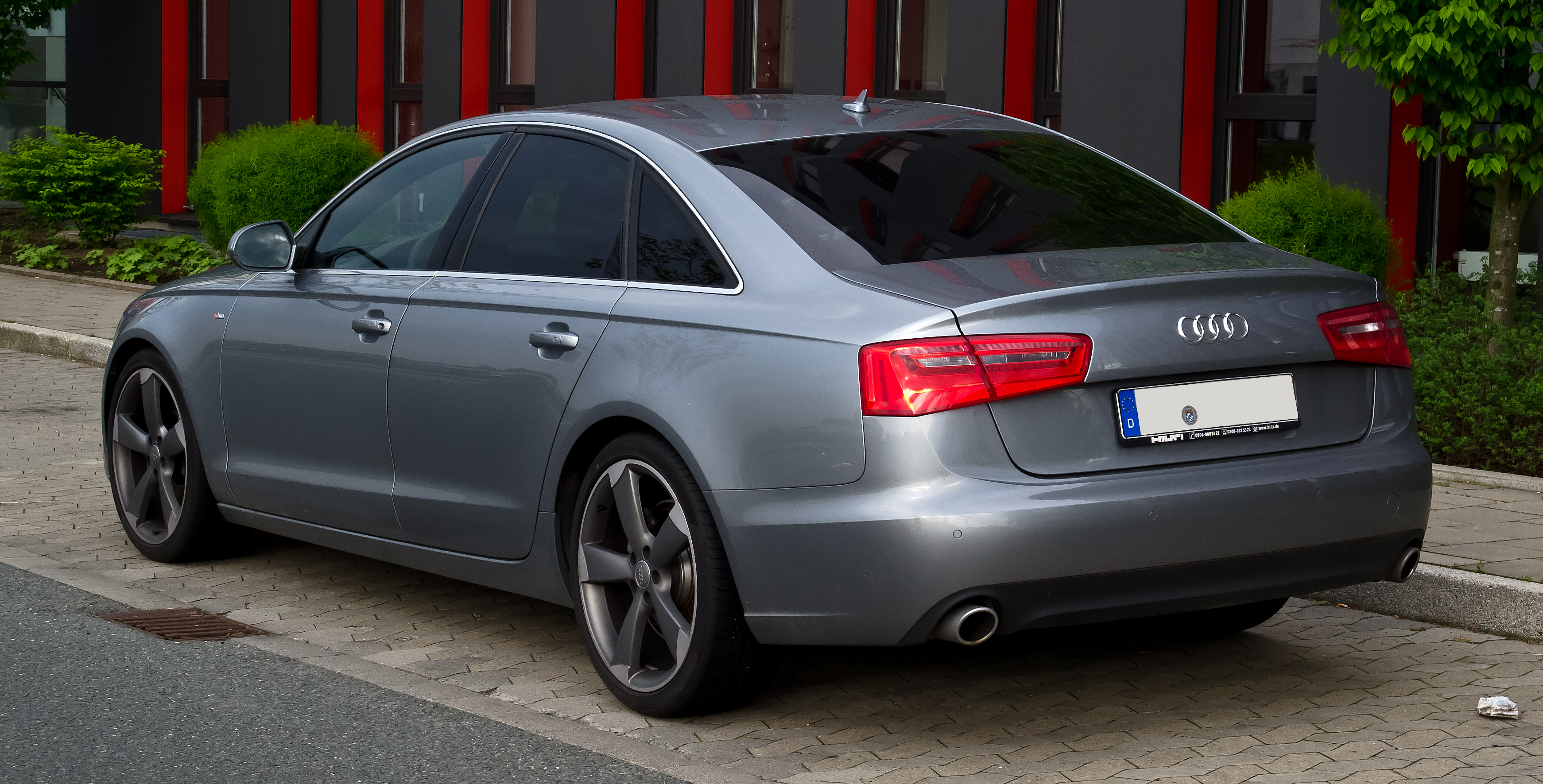
Audi A6 C7 (2011—2014)

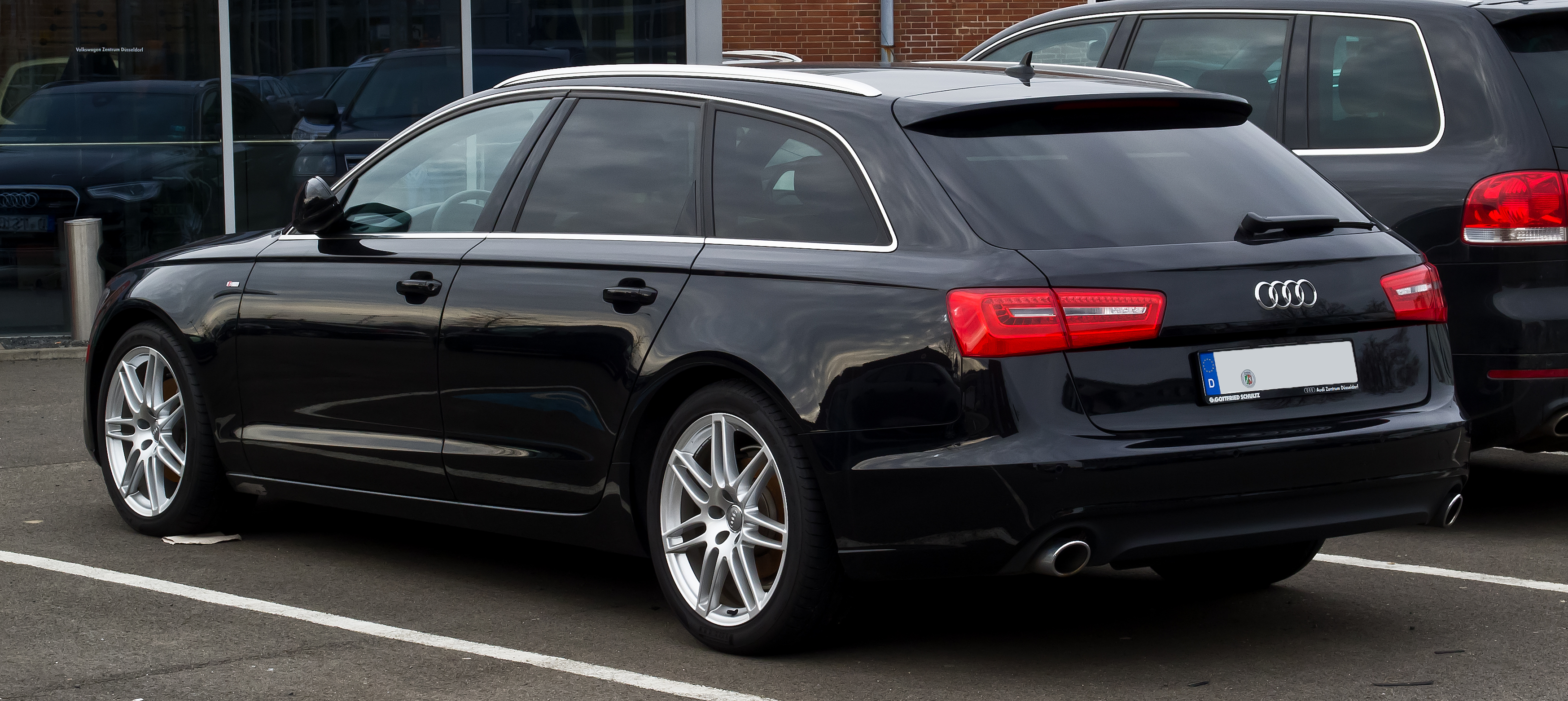
Audi A6 C7 Avant (2011—2014)

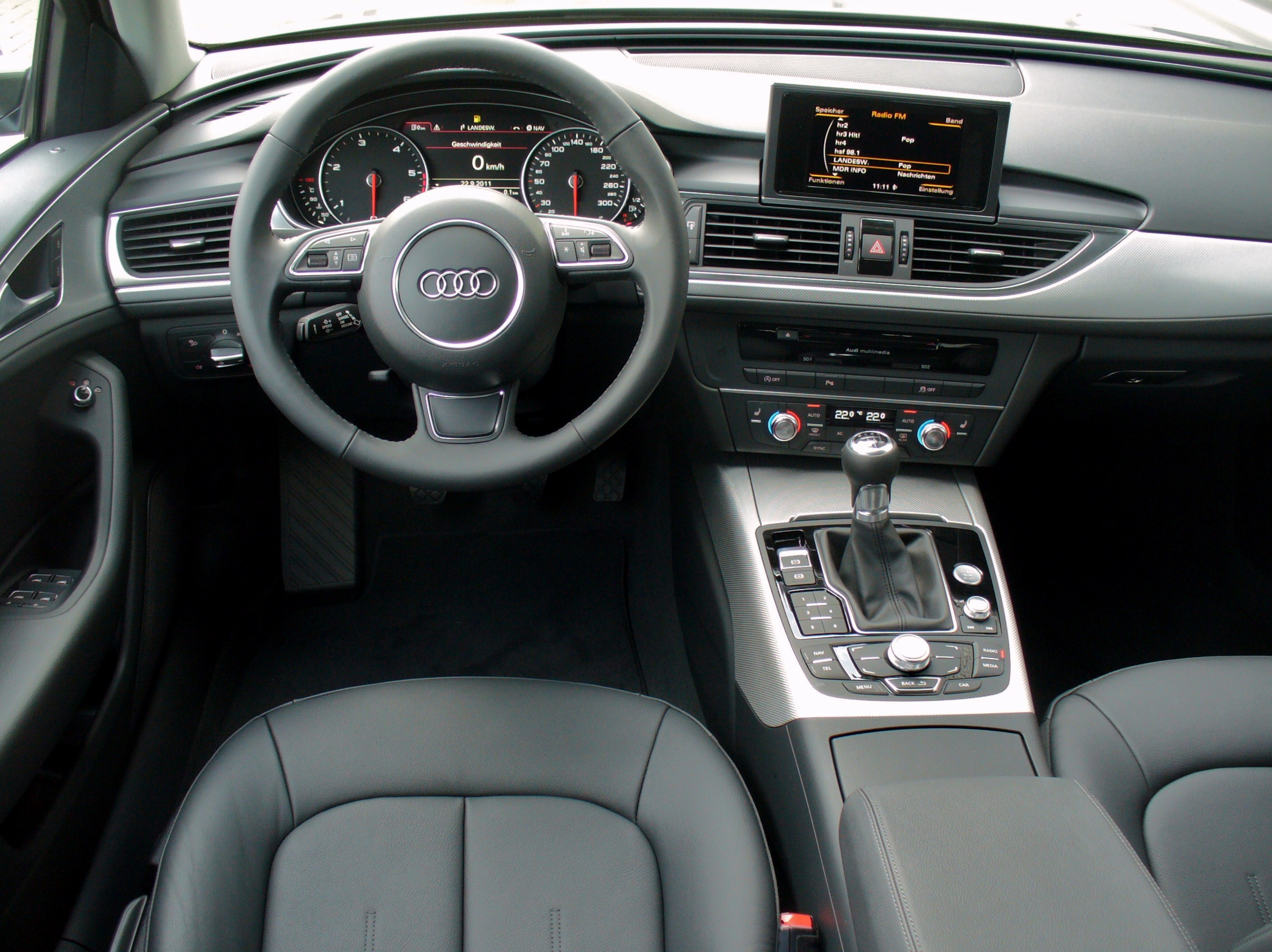
салон A6 C7

Audi A6 C7 офіційно представлений в грудні 2010 року і 1 квітня 2011 року з'явився на ринку. Вона пропонується як четверте покоління Audi A6, і виготовлені у Неккарзульмі. Спеціально для китайського ринку, на заводі FAW-Volkswagen в Чанчуні виробляється подовжена версія Audi A6L. CKD збірка A6 відбудеться на заводах в Аурангабад, Джакарті і Монтерреї.
У квітні 2011 року на ринку з'явився седан. Версія універсал Avant з'явився у вересні 2011 року. Як і в попередніх двох поколіннях A6 пропонується і позашляхова версія під назвою A6 Quattro Allroad, що пропонується з початку 2012 року.
Нова А6 (С7) технічно багато в чому схожа на Audi A7. A6 (C7) в розмірах майже не змінилась (колісна база виросла на 76 мм), але коефіцієнт аеродинамічного опору зменшився і тепер дорівнює 0,26. Також інженери суттєво зменшили массу автомобіля, за рахунок використання кузовних деталей з алюмінію.
На старт продаж, для європейського ринку доступні 3 дизельних (3.0 TDI 204 к.с., 3.0 TDI 245 к.c. та 2.0 TDI 177 к.с.) і 2 бензинових двигуни (2.8 FSI 204 к.с., 3.0 TFSI 300 к.с.), а також 3 види коробок передач. Для передньопривідних моделей 6-ступенева механічна і 8-діапазонний варіатор Multitronic, для повнопривідних моделей quattro 7-ступенева корбка передач з подвійним щепленням S-tronic. Пізніше також буде доступний 2.0 TFSI потужністю в 180 к.с. Вперше також, як опції будуть доступні повністю світлодіодні фари, спортвний задній диференціал, система нічного бачення, навігаційна система з тачпадом на основі Google Maps, активна система конролю за дорожньою розміткою, проєкційний дисплей на лобове скло, аудіосистема Bang&Olufsen, система Audi Drive Select, асистент паркування, доступ в інтернет, вмонтована мережа Wi-Fi.
Випускаючи нову модель Audi істотньо попрацювала над вдосконаленням машини. Як і в інших моделях Audi, двигун змістили назад для кращого розподілення маси, привід quattro старого поколіняя замінили новим, рулюве управління (електро-механічне) теж нового покоління, яке можна самому налаштовувати, пневмопідвіску взяли з Audi A8. Audi також покращила динаміку A6. З мотором 3.0 л TFSI машина розганяється за 5.5 секунд (BMW 535i за 6 секунд), а 3.0 л дизель TDI за 6.1 секунди (BMW 530d за 6.3 секунди).
З 2012 року A6 виходь з гібридним приводом. Двигун 2.0 л TFSI (211 к.с.) буде працювати в парі з 54-сильним електромотором і 8-ступеневим автоматом від ZF. На самій електротязі машина зможе проїхати до 3 кілометрів і розігнатись до 100 км/год.

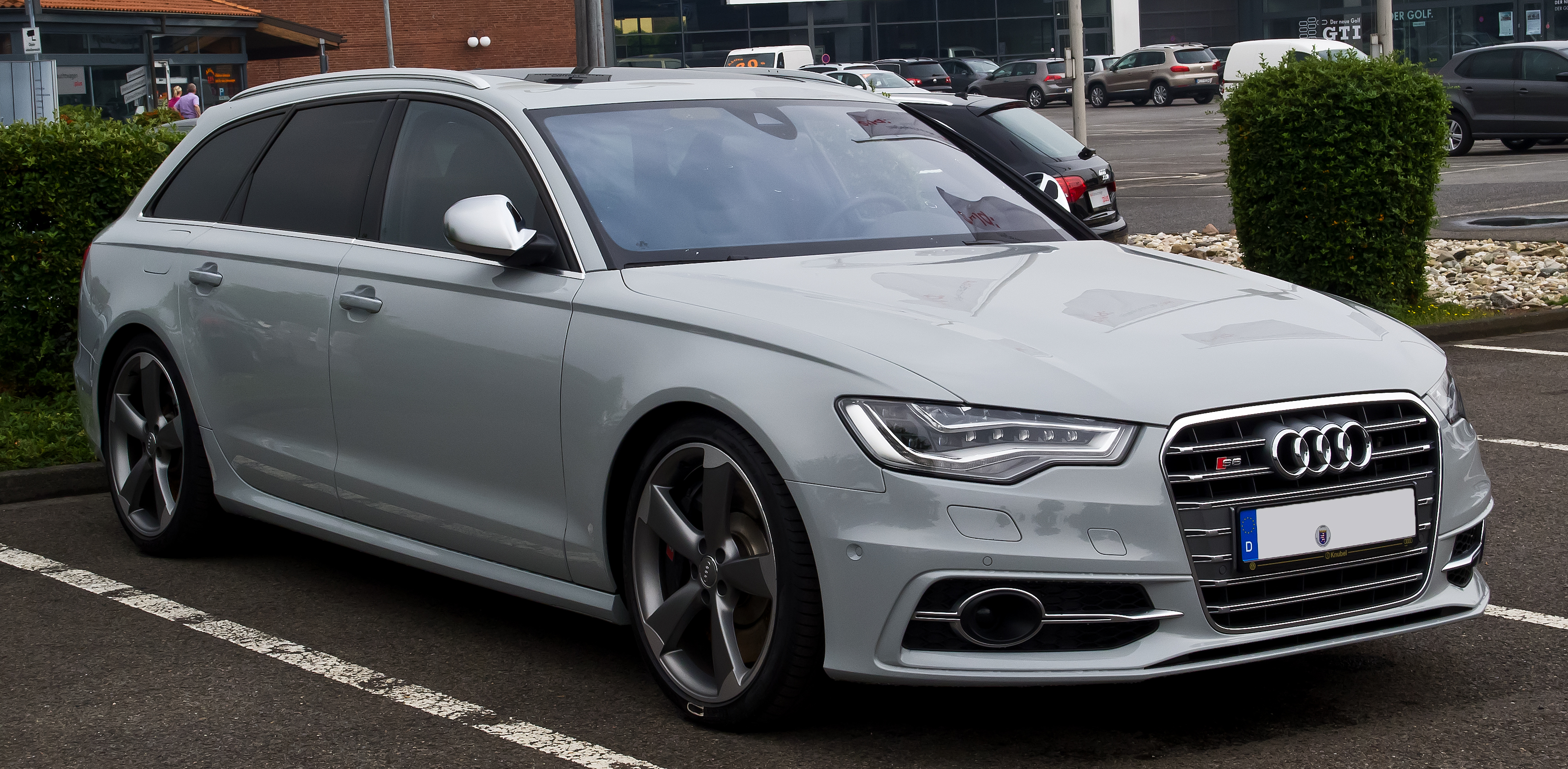
Audi S6 Avant C7
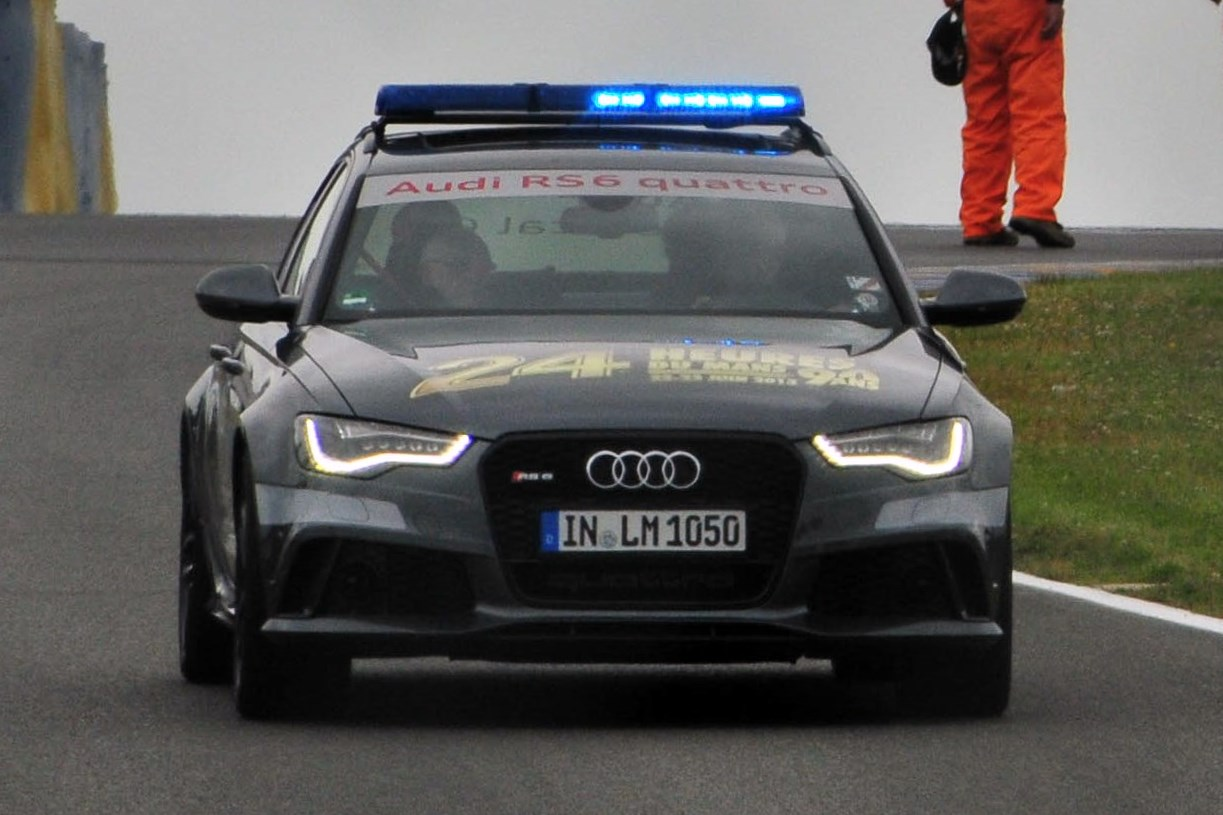
Audi RS6 Avant C7
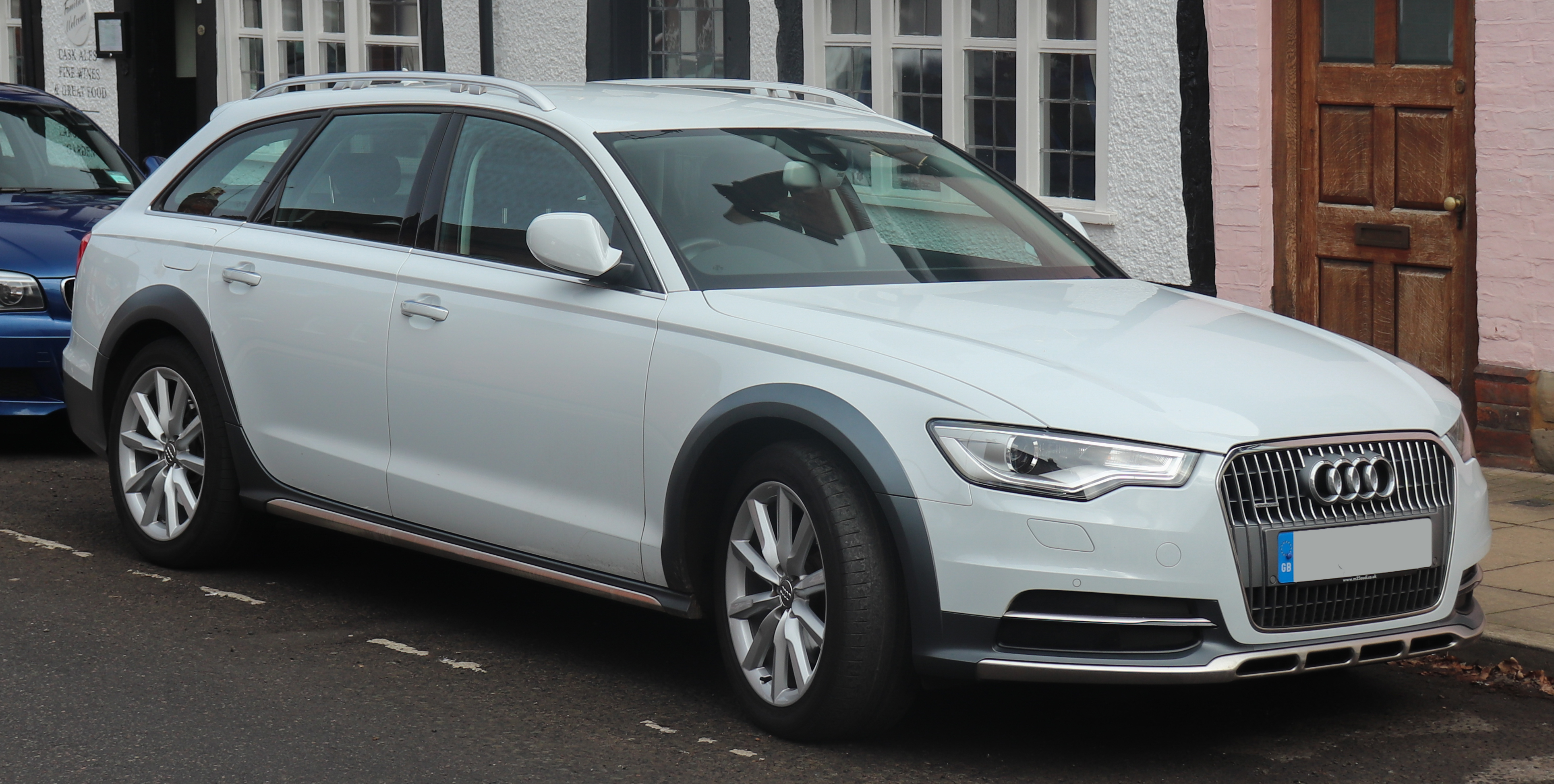
Audi A6 allroad quattro C7

### Фейсліфтинг 2014

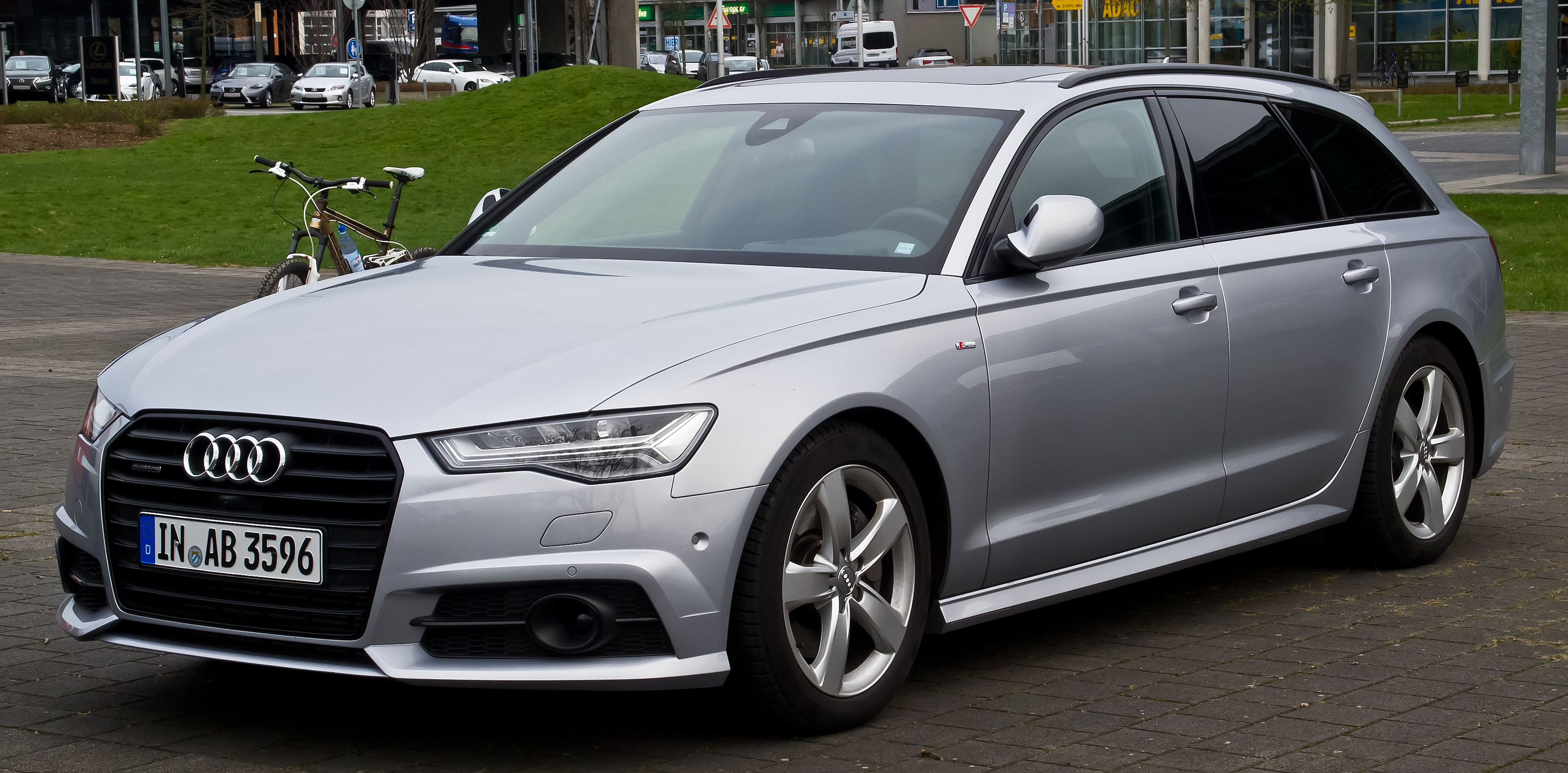
Audi A6 C7 Avant (з 2014)

У жовтні 2014 року на Паризькому автосалоні була представлена рестайлінгова версія Audi A6 C7. Елегантний екстер'єр поєднує в собі дизайн Audi A4 і Audi A8. Передня частина відрізняється хижим поглядом головної оптикою, підкресленою світлодіодними віями і яскравим ксеноновим світлом. Стандартними для оновлених Audi A6 є передні фари Xenon Plus зі світлодіодними штрихами денних ходових вогнів, в якості опції можна замовити повністю світлодіодну фронтальну оптику — LED technology і навіть просунуті фари Audi Matrix LED з функцією підсвічування траєкторії в поворотах.

## Двигуни
- 1.8 л TFSI I4 190 к.с.
- 2.0 л TFSI I4 180—252 к.с.
- 2.5 л FSI V6 190 к.с. (Китай)
- 2.8 л FSI V6 204—220 к.с.
- 3.0 л Supercharged V6 300—333 к.с.
- 4.0 л Bi-Turbo V8 420—605 к.с.
- 2.0 л TDI I4 Diesel 136—190 к.с.
- 3.0 л TDI V6 Diesel 190—326 к.с.

## Цікаві факти
Дизельний седан Audi A6 ultra, 9 червня 2015 року, вирушив у подорож по 14 європейським країнам на одному баку палива, успішно пройшовши дистанцію та встановивши рекорд в книзі Гінесса. Автомобіль подолав дистанцію за 28 годин при середній швидкості 80 км/год, та при середній витраті палива у 3,7 літра на 100 км пробігу.
Седан проїхав у загальній складності 1865 кілометрів, побувавши в Нідерландах, Бельгії, Люксембурзі, Ліхтенштейні, Швейцарії, Німеччини, Австрії, Франції, Італії, Словенії, Угорщини, Хорватії, Боснії та Сербії. Автомобілем по черзі керували журналіст Ендрю Френкель і телеведуча та гонщиця Ребекка Джексон.
Сертифікат Гіннесса присуджений за подолання найбільшого числа країн на автомобілі, заправленим один раз бензином або соляркою.
Маршрут був прокладений таким чином, щоб машина уникла дорожніх заторів. Однак, водії зіткнулися з непередбаченими ситуаціями. Так, в один із днів їм довелося об'їжджати пробку через аварію в гірському тунелі.
Седан Audi A6 ultra оснащується дволітровим турбодизелем потужністю 190 кінських сил. Двигун поєднується або з шестиступеневою механічною коробкою передач, або з семидіапазонний «роботом». Модель укомплектована 73-літровим паливним баком, заявлена витрата палива складає 4,2 літра на сто кілометрів пробігу.